# Матчи сборной Москвы по футболу (1910)
Сезон 1910 года стал четвертым в истории сборной Москвы по футболу. В нем сборная провела 3 официальных матча: два товарищеских междугородних со сборной Санкт-Петербурга и один товарищеский международный.

## Классификация матчей
По установившейся в отечественной футбольной истории традиции официальными принято считать матчи первой сборной с эквивалентным по статусу соперником (сборные городов, а также регионов и республик); матчи с клубами Москвы и других городов составляют отдельную категорию матчей.
Международные матчи также разделяются на две категории: матчи с соперниками топ-уровня (в составах которых выступали футболисты, входящие в национальные сборные либо выступающие в чемпионатах (лигах) высшего соревновательного уровня своих стран — как профессионалы, так и любители) и (начиная с 1920-х годов) международные матчи с так называемыми «рабочими» командами (состоявшими, как правило, из любителей невысокого уровня).

## Статистика сезона
| 1910        |                             |     |
| МГ 5        | Москва — Санкт-Петербург    | 0:2 |
| МГ 6        | Москва — Санкт-Петербург    | 3:0 |
| МН 1        | Москва — «Коринтианс» Прага | 1:0 |
| Итого       |                             |     |
| И В Н П М   |                             |     |
| 3 2 0 1 4−2 |                             |     |

## Матчи

### 5. Москва — Санкт-Петербург — 0:2
Междугородний товарищеский матч 5 (отчет )

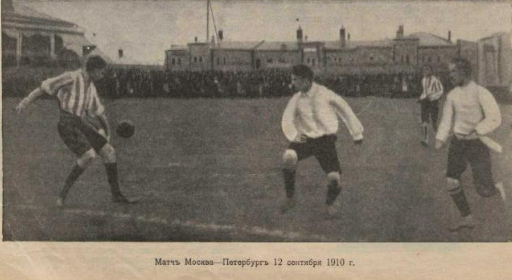

| Москва | 0:2 | Санкт-Петербург |
| ------ | --- | --------------- |
|        |     |                 |

| Игрок                  | Клуб                |                                 | Вышел на замену | Гол  |
| ---------------------- | ------------------- | ------------------------------- | --------------- | ---- |
| Кудрявцев, Петр        | «Сокольнический» КС | Серебряный гол · Серебряный гол | 1               | (-2) |
|                        |                     |                                 |                 |      |
| Пампель, Михаил        | «Сокольнический» КС |                                 | 1               |      |
| Мишин, Владимир        | КС «Орехово»        |                                 | 1               |      |
|                        |                     |                                 |                 |      |
| Чарнок, Эдвард         | КС «Орехово»        |                                 | 1               |      |
| Трипп, Гилберт         | «Замоскворецкий» КС |                                 | 1               |      |
| Филатов II, Сергей     | «Замоскворецкий» КС |                                 | 1               |      |
|                        |                     |                                 |                 |      |
| Томлинсон, А.          | КС «Орехово»        |                                 | 1               |      |
| Говард, А.             | КС «Орехово»        |                                 | 1               |      |
| Поляков, В.            | «Унион»             |                                 | 1               |      |
| Чарнок, Уильям "Вилли" | КС «Орехово»        |                                 | 1               |      |
| Мишин, Анатолий        | КС «Орехово»        |                                 | 1               |      |

| Санкт-Петербург  |  |
| ---------------- |  |
| Шюман            |  |
|                  |  |
| Марков           |  |
| П.Соколов        |  |
|                  |  |
| Уверский         |  |
| Хромов           |  |
| Кушель           |  |
|                  |  |
| И.Егоров         |  |
| П.Сорокин        |  |
| В.Белобородов-II |  |
| Данкер           |  |
| А.Иванов         |  |

### 6. Москва — Санкт-Петербург — 3:0
Междугородний товарищеский матч 6 (отчет )
| Москва                   | 3:0 | Санкт-Петербург |
| ------------------------ | --- | --------------- |
| - А.Филиппов 13′ 32′ 44′ |     |                 |

| Игрок                  | Клуб                |                 | Вышел на замену | Гол  |
| ---------------------- | ------------------- | --------------- | --------------- | ---- |
| Ильин, Николай         | «Унион»             |                 | 1               | (-0) |
|                        |                     |                 |                 |      |
| Бэзиг                  | «Унион»             |                 | 1               |      |
| Мишин, Владимир        | КС «Орехово»        |                 | 2               |      |
|                        |                     |                 |                 |      |
| Кынин, Николай         | КС «Орехово»        |                 | 1               |      |
| Трипп, Гилберт         | «Замоскворецкий» КС |                 | 2               |      |
| Филатов II, Сергей     | «Замоскворецкий» КС |                 | 2               |      |
|                        |                     |                 |                 |      |
| Филиппов, Александр    | КФ «Сокольники»     | Гол · Гол · Гол | 1               | 3    |
| Филиппов, Михаил       | КФ «Сокольники»     |                 | 1               |      |
| Поляков, В.            | «Унион»             |                 | 2               |      |
| Чарнок, Уильям "Вилли" | КС «Орехово»        |                 | 2               |      |
| Житарев, Василий       | КФ «Сокольники»     |                 | 1               |      |

| Санкт-Петербург |  |
| --------------- |  |
| Шюман           |  |
|                 |  |
| Марков          |  |
| П.Соколов       |  |
|                 |  |
| Уверский        |  |
| Хромов          |  |
| Кушель          |  |
|                 |  |
| И.Егоров        |  |
| П.Сорокин       |  |
| Тилленберг      |  |
| Данкер          |  |
| А.Иванов        |  |

|  |  |  |

### 7. Москва — «Коринтианс» Прага (Богемия) — 1:0
Международный товарищеский матч 1 (отчет )
| Москва       | 1:0 | «Коринтианс» Прага |
| ------------ | --- | ------------------ |
| - Ньюман 70′ |     |                    |

| Игрок                  | Клуб                |     | Вышел на замену | Гол  |
| ---------------------- | ------------------- | --- | --------------- | ---- |
| Гебхард, Н.            | «Британский» КС     |     | 1               | (-0) |
|                        |                     |     |                 |      |
| Ромм, Михаил           | «Сокольнический» КС |     | 2               |      |
| Паркер, Артур          | «Британский» КС     |     | 3               |      |
|                        |                     |     |                 |      |
| Эллисон, А.            | «Замоскворецкий» КС |     | 1               |      |
| Трипп, Гилберт         | «Замоскворецкий» КС |     | 3               |      |
| Чарнок, Эдвард         | КС «Орехово»        |     | 2               |      |
|                        |                     |     |                 |      |
| Уайтхед, Г.            | «Британский» КС     |     | 1               |      |
| Ньюман, Гарри          | «Британский» КС     | Гол | 1               | 1    |
| Ланн, Д.               | «Британский» КС     |     | 1               |      |
| Чарнок, Уильям "Вилли" | КС «Орехово»        |     | 3               |      |
| Розанов, Фёдор         | «Мамонтовка»        |     | 5               | 1    |

| «Коринтианс» Прага |  |
| ------------------ |  |
| Гейда              |  |
|                    |  |
| Р.Веселы           |  |
| Штрымпл            |  |
|                    |  |
| Чех                |  |
| Буковски           |  |
| Франя              |  |
|                    |  |
| Коваржик           |  |
| Й.Бенеш            |  |
| Медек              |  |
| Выгнановски        |  |
| Ян Зденек          |  |

|  |  |  |